# Albertville (Québec)
Pour les articles homonymes, voir Albertville (homonymie).
Albertville est une municipalité de moins de 300 habitants située dans la municipalité régionale de comté de La Matapédia dans la région administrative du Bas-Saint-Laurent au Québec (Canada).

## Toponymie
L'endroit a d'abord été connu sous le nom du canton de Matalik. Le terme Matalik, aussi orthographié Matalic, est d'origine micmacque et a pour signification « cours d'eau sautillant ».
François Vacher, qui s'établit à cet endroit dans les années 1900, écrivit à l'évêque pour qu'il donne un nom plus chrétien à l'endroit que le nom amérindien de Matalik. Cependant, André-Albert Blais, évêque de l'époque, ne donna pas suite à sa demande étant donné que l'endroit ne disposait même pas de paroisse. François Vacher décida alors de baptiser lui-même l'endroit Albertville en l'honneur de l'évêque André-Albert Blais,. Le nom adopté par la mission catholique fondée en 1912 et repris par la paroisse par la suite est Saint-Raphaël-d'Albertville. La municipalité adopta également ce nom lors de sa création officielle en 1930. Saint Raphaël est un archange dont le nom a pour signification « Dieu nous guérit ». Le nom de la municipalité fut raccourci en simplement Albertville en 1997. D'ailleurs, la municipalité était déjà appelée simplement Albertville localement et le bureau de poste portait le nom d'Albertville depuis 1913.
Les gentilés sont nommés Albertvillois et Albertvilloises,.

## Géographie
Albertville est située sur le versant sud du fleuve Saint-Laurent à 430 km au nord-est de Québec et à 360 km à l'ouest de Gaspé. Les villes importantes près d'Albertville sont Amqui à 20 km et Matane à 85 km au nord ainsi que Mont-Joli à 90 km au nord-ouest. Elle est située à 120 km à l'est de Rimouski, le chef-lieu du Bas-Saint-Laurent. Albertville est située à 60 km au nord de la frontière avec le Nouveau-Brunswick.
La municipalité d'Albertville est située dans la partie sud de la municipalité régionale de comté de La Matapédia dans la région administrative du Bas-Saint-Laurent,. Le territoire d'Albertville est compris en partie dans les cantons d'Humqui et de Matalik. La paroisse catholique Saint-Raphaël d'Albertville fait partie de l'Archidiocèse de Rimouski.

### Topographie
Le territoire d'Albertville est l'un des plus élevés de la vallée de la Matapédia.

### Hydrographie
Quelques lacs parsèment le territoire d'Albertville comme les lacs Casgrain et Matalik.

## Histoire
Le premier habitant de l'endroit fut Aquilas Lajoie qui arriva en 1896 de la Petite-Rivière-Saint-François. En 1898, il fut suivi de trois autres familles : celles de Jean Saintonge de Chicoutimi, de Joseph Demeules de l'Île-aux-Coudres et d'Émile Potvin de Grande-Baie. En 1900, c'est Joseph Laforce qui amène sa famille pour s'établir dans cet endroit. C'est cette famille qui bâtit un barrage sur la rivière Matalik, qui érigea une scierie et construisit des meules. C'est d'ailleurs grâce à Ernest Laforce de cette famille que François Vacher vînt s'établir à Matalik. François Vacher est né à Paris et a vécu à New York, La Patrie et Montigny & Kiamika (Labelle) et à Montréal avant de s'établir dans la région. Ce dernier ouvrit une école dans sa propre demeure avec son épouse Maria Lehmann (Mariage: La Patrie, 13/09/1890). Il contactera le gouvernement pour l'établissement d'une commission scolaire et d'un bureau de poste. De plus, François Vacher écrivit à Albert Blais pour qu'il donne un nom plus catholique à l'endroit que le nom amérindien de Matalik. Cependant, Albert Blais refuse de donner un nom au village qui n'a pas encore de paroisse et, par conséquent, monsieur Vacher baptise lui-même l'endroit Albertville en l'honneur d'Albert Blais (1842-1919), évêque de Rimouski de l'époque. En 1910, neuf autres familles viennent s'établir à cet endroit.
La mission catholique fut fondée en 1912 et dépendait de la paroisse de Causapscal,. Le premier desservant résidant, Joseph Charles Edmond Plourde, est nommé en 1918,. La même année, la première chapelle est construite. Les registres paroissiaux sont ouverts depuis le 6 octobre 1918. L'année suivant, le premier curé, Joseph-A. Campbell, est nommé. En 1920, la paroisse fut érigée canoniquement sous le nom Saint-Raphaël-d'Albertville.
Dans les années qui suivirent une vingtaine de familles furent envoyées de la Beauce et de Bellechasse par le Cercle de colonisation de Notre-Dame-du-Chemin. En 1930, la municipalité de paroisse est créée officiellement par détachement de Saint-Edmond-du-Lac-au-Saumon. Le premier curé fut Louis Campbell qui vient du Texas. Cependant, ses idées de grandeurs lui valurent son renvoi et il fut remplacé par l'abbé Joseph Gauvin.

## Démographie
| 1931 | 1941  | 1951  | 1956  | 1961  | 1966 | 1971 | 1976 | 1981 |
| ---- | ----- | ----- | ----- | ----- | ---- | ---- | ---- | ---- |
| 735  | 1 107 | 1 165 | 1 098 | 1 061 | 857  | 615  | 464  | 455  |

| 1986 | 1991 | 1996 | 2001 | 2006 | 2011 | 2016 | 2021 | - |
| ---- | ---- | ---- | ---- | ---- | ---- | ---- | ---- | - |
| 430  | 400  | 364  | 337  | 319  | 256  | 226  | 239  | - |

Distribution de l'âge en 2006

Selon Statistiques Canada, la population d'Albertville était de 319 habitants en 2006. La tendance démographique des dernières années suit celle de l'Est du Québec, c'est-à-dire une décroissance. En effet, en 2001, la population était de 337 habitants. Cela correspond à un taux de décroissance de 5,3 % en cinq ans. L'âge médian de la population albertvilloise est de 42,5 ans.
Le nombre total de logements privés dans la municipalité est de 133. Cependant, seulement 128 de ces logements sont occupés par des résidents permanents. La majorité des logements d'Albertville sont des maisons individuelles.
Statistiques Canada ne recense aucun immigrant à Albertville. Toute la population d'Albertville a le français comme langue maternelle. Il n'y a personne qui maitrise l'anglais à Albertville. Il n'y a pas d'autochtone à Albertville.
Le taux de chômage dans la municipalité était de 33,3 % en 2006. Le revenun médian des Albertvillois est de 15 972 $ en 2005.
42 % de la population âgée de 15 ans et plus d'Albertville n'a aucun diplôme d'éducation. 48 % de cette population n'a que le diplôme d'études secondaires ou professionnelles. Il n'y a personne à Albertville qui possède un diplôme de niveau universitaire. Tous les diplômés d'Albertville ont effectué leurs études à l'intérieur du Canada.

## Économie
L'exploitation forestière et l'agriculture constituent les deux ressources du milieu.

## Transport
La municipalité n'est traversée par aucune route provinciale. Elle est reliée à la route 132 par un tronçon de route d'un peu moins de 12 km qui croise cette route au centre-ville de Causapscal. Elle porte successivement les noms de Rue Saint-Jean-Baptiste, Route Matalik et Rue Principale.

## Devise
La devise d'Albertville est Force, foi, constance.

## Administration

### Conseil municipal
Le conseil municipal est composé d'un maire et de six conseillers qui sont élus en bloc tous les quatre ans sans division territoriale.
| mandat      | fonction    | nom                       |
| ----------- | ----------- | ------------------------- |
| 2013 - 2017 | maire       | Monsieur Martin Landry    |
| 2013 - 2017 | conseillers |                           |
| 2013 - 2017 | #1          | Madame Édes Berger        |
| 2013 - 2017 | #2          | Madame Géraldine Chrétien |
| 2013 - 2017 | #3          | Madame Charline Chabot    |
| 2013 - 2017 | #4          | Monsieur Gilles Demeule   |
| 2013 - 2017 | #5          | Monsieur Roger Durette    |
| 2013 - 2017 | #6          | Madame Gilberte Potvin    |

| Albertville Maires depuis 2001                                                                                       |                   |         |          |
| Élection | Maire             | Qualité | Résultat |
| 2001 | Gratien Thériault |         | Voir     |
| 2005 | Martin Landry     |         | Voir     |
| 2009 | Martin Landry     | Voir    |          |
| 2013 | Martin Landry     | Voir    |          |
| 2017 | Martin Landry     | Voir    |          |
| 2021 | Martin Landry     | Voir    |          |
| Élection partielle en italique Depuis 2005, les élections sont simultanées dans toutes les municipalités québécoises |                   |         |          |

### Représentations politiques
Au niveau provincial, Albertville fait partie de la circonscription électorale de Matane-Matapédia.
Au niveau fédéral, la municipalité fait partie de la circonscription fédérale de Haute-Gaspésie—La Mitis—Matane—Matapédia.